# كويت جديدة
كويت جديدة أو رؤية الكويت 2035 خطة تنموية حكومية في دولة الكويت، أعلنت عنها الحكومة الكويتية في 30 يناير 2017
. تهدف الخطة لتحويل الكويت إلى مركز مالي وتجاري وثقافي إقليمي جاذب للاستثمار وذلك بحلول عام 2035 وذلك تنفيذا لتوجهات أمير البلاد الشيخ صباح الأحمد الجابر الصباح.
تحدّد الخطة، الأولويات طويلة المدى للتنمية لدولة الكويت، وترتكز على خمسة نتائج مرجوة، وسبعة ركائز أساسية، وهي مجالات تركيز الخطة من أجل الاستثمار فيها وتطويرها. وكل ركيزة من الركائز السبعة تشتمل على عدد من البرامج والمشروعات الاستراتيجية المصمّمة لتحقيق أكبر أثر تنموي ممكن نحو بلوغ رؤية الكويت الجديدة
. تضم الركائز السبعة 164 مشروعًا تنمويًا، من بينها 30 مشروعا استراتيجيًا. وقد وضعت المؤشرات العالمية، أساسًا رئيسيًا لكل ركيزة لقياس تقدم الكويت مقارنة مع مختلف دول العالم.

## التوجّهات الخمسة
- مشاركة المواطن واحترام القانون
- حكومة فاعلة
- اقتصاد مزدهر ومستدام
- دولة مزدهرة
- مكانة عالمية متميّزة

## الركائز السبعة
- مكانة دولية متميزة: تعزيز مكانة دولة الكويت إقليميا وعالميا في المجالات الدبلوماسية والتبادل التجاري والثقافي وفي العمل الخيري، حيث سوف يخصّص 1.5 في المائة من الناتج المحلي الإجمالي للأعمال الخيرية في العالم.
- بنية تحتية متطورة: تطوير وتحديث البنية التحتية للبلاد لتحسين جودة المعيشة لجميع المواطنين، باستثمار يزيد عن 11 في المائة.
- رأس مال بشري إبداعي: إصلاح نظام التعليم لإعداد الشباب بصورة أفضل ليصبحوا أعضاء يتمتعون بقدرات تنافسية وإنتاجية لقوة العمل الوطنية، وذلك من خلال إنشاء ثلاث عشرة كلية لاستيعاب أربعين ألف طالب.
- إدارة حكومية فاعلة: إصلاح الممارسات الإدارية والبيروقراطية لتعزيز معايير الشفافية والمساءلة الرقابية وفاعلية الجهاز الحكومي. وقد تم تحديد مدة 20 يومًا للحصول على رخصة تجارية.
- رعاية صحية عالية الجودة: تحسين جودة الخدمة في نظام الرعاية الصحية العامة وتطوير القدرات الوطنية بتكلفة معقولة، بزيادة ثمانية آلاف سرير.
- اقتصاد متنوع مستدام: تطوير اقتصاد مزدهر ومتنوع للحد من اعتماد الدولة الرئيسي على العائدات من صادرات النفط. بإضافة 3500 مشروع تجاري صغير.
- بيئة معيشية مستدامة: ضمان توافر وحدات سكنية من خلال توفير الموارد والخطط السليمة بيئيا. بزيادة نسبة الطاقة المتجدّدة، لتشكل 15% من الاستهلاك الإجمالي.

## أهداف الخطة
الكويت تسعى لأن تحقّق في العام 2020، عدة أهداف، منها:
- تقدّم تصنيف الكويت الدولي من حيث السمعة إلى المرتبة 42 بدلا من 52 (المرتبة الحالية).
- تحسين تصنيف جودة تعليم الرياضيات والعلوم لتصل إلى المرتبة 61 بدلا من 67 (المرتبة الحالية).
- خفض معدل الوفيات بالنوبات القلبية إلى 41 حالة لكل 100 ألف مريض بدلا من 46 (المعدّل الحالي).
- توزيع وحدات سكنية بمعدّل أربع وعشرين ألف وحدة سكنية سنويًا، بدلا من اثني عشر الف وحدة (المعدّل الحالي).